# Sulochana Gadgil
Sulochana Gadgil (Pune, 7 de junho de 1944 – Bangalor, 24 de julho de 2025) foi um meteorologista indiano no Centro de Ciências Atmosféricas e Oceânicas (CAOS) em Bangalore, Índia. Ela estudou o como e o porquê das monções, incluindo estratégias agrícolas para lidar com a variabilidade das chuvas e modelar fenômenos ecológicos e evolutivos. Sua pesquisa levou à descoberta de uma característica básica da variação sub-sazonal nas faixas de nuvens de monções. Ela demonstrou que a monção não é uma gigantesca brisa terrestre-marinha, mas sim uma manifestação da migração sazonal de um sistema em escala planetária que é visto também em regiões não monções. Em colaboração com os agricultores, ela desenvolveu estratégias de cultivo adaptadas à variabilidade da precipitação em diferentes regiões da Índia.

## Infância e educação
Ela nasceu em 1944 em Pune. Ela vem de uma linha genealógica famosa com seu bisavô sendo um ministro no estado de Tonk conhecido por seus esforços heroicos para ajudar as pessoas durante as severas secas. Seu avô e seu pai eram médicos respeitados de sua época. Ao mesmo tempo, seu avô era um lutador pela liberdade e hospedou vários participantes ativos da luta contra o domínio colonial em sua casa. Sua mãe era uma escritora Marathi.
Ela estudou cedo em Pune, no meio Marathi. Ela então foi para o ensino médio em inglês para Rishi Valley, um internato em Andhra Pradesh. Ela voltou para Pune para seus estudos de graduação no Fergusson College, onde optou por ciências naturais e se formou em Química, Física e Matemática. Nesse momento, ela ficou noiva de Madhav Gadgil, um colega estudante e, juntos, eles decidiram seguir uma carreira científica. Ambos foram admitidos com bolsa de estudos de Harvard.

## Voltar para a Índia
Em 1971, ela voltou para a Índia com o marido, que também era um estudioso de Harvard. Ela trabalhou no Instituto Indiano de Meteorologia Tropical como oficial de piscina CSIR por dois anos. Ela trabalhou com cientistas como R. Ananthakrishnan e DR Sikka durante este período. Ela foi recrutada para o Centro de Estudos Teóricos (CTS) como membro. Seu marido também foi recrutado para o CTS como ecologista matemático. A partir disso, nasceu uma nova instituição, o Centro de Ciências Atmosféricas e Oceânicas (CAOS).

## Vida pessoal
Ela foi casada com Madhav Gadgil, um ecologista, e eles têm uma filha e um filho.

## Morte
Gadgil morreu em Bangalor em 24 de julho de 2025, aos 81 anos.